# Francesco Forte
Francesco Forte (Rome, 1 mei 1993) is een Italiaans voetballer die bij voorkeur als spits speelt. Op 25 juli 2018 tekende Forte een contract voor drie seizoenen bij Waasland Beveren. In 2019 werd hij uitgeleend naar SS Juve Stabia met een aankoopoptie.

## Clubcarrière
Forte begon te voetballen bij de jeugd van Inter Milaan en AC Pisa. De periode 2010–2015 stond hij onder contract bij AC Pisa maar werd voornamelijk uitgeleend. In het seizoen 2012/13 speelde hij zijn enige wedstrijd in de Italiaanse Serie A. Vier minuten voor tijd kwam hij, in de wedstrijd tegen Palermo, Zdravko Kuzmanović vervangen. In de zomer van 2015 maakte hij definitief de overstap naar Inter Milaan maar kwam geen enkele keer in actie. Hij werd telkens uitgeleend aan ploegen uit de Serie B of uit de Serie C. Op 25 juli 2018 tekende Forte een contract voor drie seizoenen bij Waasland Beveren.

## Clubstatistieken
| Seizoen | Club                   | Land   | Competitie         | Wed. | Doelp. |
| ------- | ---------------------- | ------ | ------------------ | ---- | ------ |
| 2010/11 | AC Pisa                | Italië | Serie C            | 1    | 0      |
| 2011/12 | AC Pisa                | Italië | Serie C            | 0    | 0      |
| 2012/13 | → Inter Milaan         | Italië | Serie A            | 1    | 0      |
| 2013/14 | AC Pisa                | Italië | Serie C            | 23   | 3      |
| 2014/15 | → Forlì FC             | Italië | Serie C            | 16   | 2      |
| 2014/15 | → AS Lucchese Libertas | Italië | Serie C            | 18   | 10     |
| 2015/16 | Inter Milaan           | Italië | Serie A            | 0    | 0      |
| 2015/16 | → US Cremonese         | Italië | Serie C            | 14   | 3      |
| 2015/16 | → Teramo Calcio        | Italië | Serie C            | 14   | 1      |
| 2016/17 | → AS Lucchese Libertas | Italië | Serie C            | 21   | 15     |
| 2016/17 | → Perugia Calcio       | Italië | Serie B            | 11   | 3      |
| 2017/18 | → Spezia Calcio        | Italië | Serie B            | 31   | 6      |
| 2018/19 | Waasland Beveren       | België | Jupiler Pro League | 31   | 8      |
| 2019/20 | Waasland Beveren       | België | Jupiler Pro League | 4    | 1      |
| 2019/20 | → SS Juve Stabia       | Italië | Serie B            | 32   | 17     |
| 2020/21 | SS Juve Stabia         | Italië | Serie C            | 0    | 0      |
| 2020/21 | Venezia FC             | Italië | Serie B            | 33   | 14     |
| Totaal  | Totaal                 | Totaal | Totaal             | 250  | 83     |

## Interlandcarrière
Forte kwam eenmaal in actie voor de U20 van Italië.
1 Reus ·
4 Bateau ·
5 Luiz ·
6 Dicke ·
7 Kerrigan ·
8 Servais ·
9 Ola-Adebomi ·
10 Limbombe ·
11 Michiwaki ·
13 Khatir ·
15 Wuytens ·
16 Deman ·
18 Dewaele ·
20 Dassy ·
21 Jans ·
23 Fall ·
24 Moustapha ·
30 Corryn ·
32 Filipovic ·
34 Abrahams ·
43 Coopman ·
77 Ertürk ·
78 Van Hecke ·
84 Lusamba ·
92 Mertens ·
Brüls ·
Coach: Reedijk